# Де Йонг, Тео
Теодо́рюс (Те́о) Я́коб де Йонг (нидерл. Theodorus "Theo" Jacob de Jong; род. 11 августа 1947, Леуварден) — нидерландский футболист и футбольный тренер. Выступал на позиции полузащитника.

## Карьера

### В сборной
В сборной Нидерландов Тео де Йонг дебютировал 16 февраля 1972 года в товарищеском матче со сборной Греции, завершившимся со счётом 5:0. В 1974 году де Йонг в составе сборной принял участие в чемпионате мира 1974 года, на котором сыграл во всех четырёх матчах своей сборной, забил гол в ворота сборной Болгарии и завоевал серебряные медали. Своё последнее выступление за сборную Янсен провёл в товарищеском матче со сборной Швейцарии 9 октября 1974 года, тот матч завершился победой голландцев со счётом 1:0. Всего же за сборную Нидерландов Тео де Йонг провёл 15 матчей, в которых забил 3 гола.
| №  | Дата             | Соперник     | Счёт | Голы | Турнир                    |
| 1  | 16 февраля 1972  | Греция       | 5:0  | -    | Товарищеский матч         |
| 2  | 30 августа 1972  | Чехословакия | 2:1  | -    | Товарищеский матч         |
| 3  | 1 ноября 1972    | Норвегия     | 9:0  | 1    | Отборочный матч к ЧМ 1974 |
| 4  | 19 ноября 1972   | Бельгия      | 0:0  | -    | Отборочный матч к ЧМ 1974 |
| 5  | 28 марта 1973    | Австрия      | 0:1  | -    | Товарищеский матч         |
| 6  | 10 октября 1973  | Польша       | 1:1  | 1    | Товарищеский матч         |
| 7  | 27 марта 1974    | Австрия      | 1:1  | -    | Товарищеский матч         |
| 8  | 5 июня 1974      | Румыния      | 0:0  | -    | Товарищеский матч         |
| 9  | 19 июня 1974     | Швеция       | 0:0  | -    | Чемпионат мира 1974       |
| 10 | 23 июня 1974     | Болгария     | 4:1  | 1    | Чемпионат мира 1974       |
| 11 | 3 июля 1974      | Бразилия     | 2:0  | -    | Чемпионат мира 1974       |
| 12 | 7 июля 1974      | ФРГ          | 1:2  | -    | Чемпионат мира 1974       |
| 13 | 4 сентября 1974  | Швеция       | 5:1  | -    | Товарищеский матч         |
| 14 | 25 сентября 1974 | Финляндия    | 3:1  | -    | Отборочный матч к ЧЕ 1976 |
| 15 | 9 октября 1974   | Швейцария    | 1:0  | -    | Товарищеский матч         |

Итого: 15 матчей / 3 гола; 8 побед, 5 ничьих, 2 поражения.

## Достижения
Сборная Нидерландов
- Серебряный призёр чемпионата мира: 1974

«Фейеноорд»
- Чемпион Нидерландов: 1974
- Серебряный призёр чемпионата Нидерландов (3): 1973, 1975, 1976
- Обладатель Кубка УЕФА: 1973/74